# リア突WEST.レボリューション
『リア突WEST.レボリューション』（リアとつウエストレボリューション）は、朝日放送テレビ（ABCテレビ）の制作により、2020年10月4日（3日深夜）から、関西ローカルで開始し（一部の局にも番組販売）、その後一時期は全国ネットに昇格して、朝日放送テレビ・テレビ朝日系列で毎週日曜日13:25 - 13:55（JST）に放送されていたこともあるバラエティ番組であり、WEST.の冠番組でもある。
放送開始当初から関西ローカルのみ放送されていたが、2021年10月改編をもってテレビ朝日系列において、1975年4月から2021年9月までレギュラー放送されていた『パネルクイズ アタック25』の地上波時代の最終放送枠を受け継ぐ形で全国スポンサードネットに昇格する（日曜 13:25 - 13:55（JST））も、2025年4月6日（5日深夜）より毎週日曜日 1:00 - 1:30（土曜深夜）の関西ローカルに再び降格の上現在に至る。
2025年6月1日（5月31日深夜）放送分から改題されるまでは、『あなたの代わりに見てきます!リア突WEST.』（あなたのかわりにみてきます!リアとつウエスト）の番組名で放送されていた。

## 概要
朝日放送テレビにおけるWEST.のレギュラー番組としては5つ目となり、2020年6月28日（27日深夜）まで放送された『エージェントWEST』以来のレギュラー番組である。
本番組では「突撃!」がテーマ。グループ7人が記者として理解不能な案件を取材し、実際に体験するドキュメントバラエティ。メンバー2人がロケを行い、他のメンバーはスタジオ収録のVTRにて取材した内容を知ることになる。
2021年3月12日開催の第672回番組審議会では第19回と第21回が審議対象となった。
2022年5月8日放送以降の回はグルメへの突撃が続いている。
同年8月28日放送の第88回からは新システム“突兄ぃ（とつにぃ）”がスタート。スタジオゲストがVTRをジャッジし、バツが3つ溜まってしまったメンバーには罰ゲームロケが課せられる。
2023年2月5日放送の第107回からは、海外ロケ企画『「世界の人だかり 何に集まってる？」世界の人だかりクイズ』が放送されている。
長らく『新婚さんいらっしゃい!』を休止しての1時間特番は放送されていなかったが、2023年5月21日に初めて放送される。逆に翌週は、藤井・井上司会時代で初めての『新婚さん』1時間特番となるために休止。
ジャニーズWESTがグループ名をWEST.に変更したことに伴い、2023年10月29日放送の第143回より番組名が『あなたの代わりに見てきます!リア突WEST』から『あなたの代わりに見てきます!リア突WEST.』（新グループ名同様に、後ろにドット/ピリオド（終止符）をつける）に変更された。
2025年4月27日（26日深夜）放送の第208回からは、新企画『リア突 海の家プロジェクト』（三浦海岸）が放送されている。

## 出演者
- WEST.（重岡大毅、桐山照史、中間淳太、神山智洋、藤井流星、濵田崇裕、小瀧望）

### ナレーション
- 宝亀克寿
- 中井和哉（代理）

## ネット局と放送時間
以下の放送局の他、初回放送よりTVer（最新週のみ）、PrimeVideo（特典映像含む特別版）での見逃し配信を行っている。

### 放送開始 - 2021年9月
| 放送対象地域   | 放送局                       | 系列           | 放送日時                     | 放送期間                                             | ネット状況 | 備考       |
| -------------- | ---------------------------- | -------------- | ---------------------------- | ---------------------------------------------------- | ---------- | ---------- |
| 近畿広域圏     | 朝日放送テレビ（ABC TV）     | テレビ朝日系列 | 日曜 0:35 - 1:05（土曜深夜） | 2020年10月4日（3日深夜） - 2021年9月26日（25日深夜） | 【制作局】 | 【制作局】 |
| 香川県・岡山県 | 瀬戸内海放送（KSB）          | テレビ朝日系列 | 金曜 0:55 - 1:25（木曜深夜） | 2020年10月16日（15日深夜） - 不明                    | 遅れネット |            |
| 鹿児島県       | 鹿児島放送（KKB）            | テレビ朝日系列 | 日曜 23:55 - 翌0:25          | 2020年10月18日 - 不明                                | 遅れネット |            |
| 山口県         | 山口朝日放送（yab）          | テレビ朝日系列 | 金曜 1:15 - 1:45（木曜深夜） | 2020年10月23日（22日深夜） - 不明                    | 遅れネット |            |
| 中京広域圏     | 名古屋テレビ（メ〜テレ/NBN） | テレビ朝日系列 | 金曜 0:15 - 0:45（木曜深夜） | 2021年4月16日（15日深夜） - 不明                     | 遅れネット | [ 注 5 ]   |
| 福岡県         | 九州朝日放送（KBC）          | テレビ朝日系列 | 土曜 0:15 - 0:45（金曜深夜） | 2021年4月24日（23日深夜） - 不明                     | 遅れネット |            |
| 静岡県         | 静岡朝日テレビ（SATV）       | テレビ朝日系列 | 金曜 0:50 - 1:20（木曜深夜） | 2021年7月2日（1日深夜） - 不明                       | 遅れネット | [ 注 6 ]   |

### 2021年10月 - 2025年3月
| 放送対象地域   | 放送局                       | 系列           | 放送日時                     | ネット状況 |
| -------------- | ---------------------------- | -------------- | ---------------------------- | ---------- |
| 近畿広域圏     | 朝日放送テレビ（ABC TV）     | テレビ朝日系列 | 日曜 13:25 - 13:55           | 【制作局】 |
| 北海道         | 北海道テレビ（HTB）          | テレビ朝日系列 | 日曜 13:25 - 13:55           | 同時ネット |
| 青森県         | 青森朝日放送（ABA）          | テレビ朝日系列 | 日曜 13:25 - 13:55           | 同時ネット |
| 岩手県         | 岩手朝日テレビ（IAT）        | テレビ朝日系列 | 日曜 13:25 - 13:55           | 同時ネット |
| 宮城県         | 東日本放送（khb）            | テレビ朝日系列 | 日曜 13:25 - 13:55           | 同時ネット |
| 秋田県         | 秋田朝日放送（AAB）          | テレビ朝日系列 | 日曜 13:25 - 13:55           | 同時ネット |
| 山形県         | 山形テレビ（YTS）            | テレビ朝日系列 | 日曜 13:25 - 13:55           | 同時ネット |
| 福島県         | 福島放送（KFB）              | テレビ朝日系列 | 日曜 13:25 - 13:55           | 同時ネット |
| 関東広域圏     | テレビ朝日（EX）             | テレビ朝日系列 | 日曜 13:25 - 13:55           | 同時ネット |
| 新潟県         | 新潟テレビ21（UX）           | テレビ朝日系列 | 日曜 13:25 - 13:55           | 同時ネット |
| 長野県         | 長野朝日放送（abn）          | テレビ朝日系列 | 日曜 13:25 - 13:55           | 同時ネット |
| 静岡県         | 静岡朝日テレビ（SATV）       | テレビ朝日系列 | 日曜 13:25 - 13:55           | 同時ネット |
| 石川県         | 北陸朝日放送（HAB）          | テレビ朝日系列 | 日曜 13:25 - 13:55           | 同時ネット |
| 中京広域圏     | 名古屋テレビ（メ〜テレ/NBN） | テレビ朝日系列 | 日曜 13:25 - 13:55           | 同時ネット |
| 広島県         | 広島ホームテレビ（HOME）     | テレビ朝日系列 | 日曜 13:25 - 13:55           | 同時ネット |
| 山口県         | 山口朝日放送（yab）          | テレビ朝日系列 | 日曜 13:25 - 13:55           | 同時ネット |
| 香川県・岡山県 | 瀬戸内海放送（KSB）          | テレビ朝日系列 | 日曜 13:25 - 13:55           | 同時ネット |
| 愛媛県         | 愛媛朝日テレビ（eat）        | テレビ朝日系列 | 日曜 13:25 - 13:55           | 同時ネット |
| 福岡県         | 九州朝日放送（KBC）          | テレビ朝日系列 | 日曜 13:25 - 13:55           | 同時ネット |
| 長崎県         | 長崎文化放送（ncc）          | テレビ朝日系列 | 日曜 13:25 - 13:55           | 同時ネット |
| 熊本県         | 熊本朝日放送（KAB）          | テレビ朝日系列 | 日曜 13:25 - 13:55           | 同時ネット |
| 大分県         | 大分朝日放送（OAB）          | テレビ朝日系列 | 日曜 13:25 - 13:55           | 同時ネット |
| 鹿児島県       | 鹿児島放送（KKB）            | テレビ朝日系列 | 日曜 13:25 - 13:55           | 同時ネット |
| 沖縄県         | 琉球朝日放送（QAB）          | テレビ朝日系列 | 日曜 13:25 - 13:55           | 同時ネット |
| 高知県         | 高知放送（RKC）              | 日本テレビ系列 | 日曜 1:25 - 1:55（土曜深夜） | 遅れネット |

### 2025年4月以降
- 朝日放送テレビ（ABCTV）日曜（土曜深夜）1:00-1:30
- 岩手朝日テレビ（IAT）金曜（木曜深夜）0:50-1:20（4月18日-）
- 福島放送
- 瀬戸内海放送

### スペシャル版
- 2020年12月29日（28日深夜）にテレビ朝日にて関東初上陸SPが放送。放送されたのは第1回と第6回[14]。
- 2021年5月3日（2日深夜）にテレビ朝日にて関東上陸SPが放送。放送されたのは第14回と第16回[15]。
- 2024年1月3日（2日深夜）にABCテレビにて新春!リア突WEST.海外傑作選が放送。放送されたのはベトナム編（第122・123・124回）とフィンランド編（第139・140・141回）[16]。

### 全国ネット移行後の1時間特番
- 2023年5月21日
- 2023年10月1日
- 2023年12月10日
- 2024年4月14日

## 放送リスト
放送日は朝日放送テレビ基準。

### あなたの代わりに見てきます リア突WEST.→リア突WEST.レボリューション

#### 第1期（関西ローカル時代）

##### 2020年
| 回 | 放送日   | リア突案件                               | 記者メンバー      |
| -- | -------- | ---------------------------------------- | ----------------- |
| 1  | 10月4日  | 多摩川の野草を食べ尽くす！リアル草食OL   | 重岡大毅 小瀧望   |
| 2  | 10月11日 | その道の人しかいない 高倉組              | 桐山照史 中間淳太 |
| 3  | 10月18日 | ゲテモノ料理店 恐怖の新メニュー開発会議  | 濵田崇裕 小瀧望   |
| 4  | 10月25日 | たった一人で痛みに耐える女性アルバイト   | 神山智洋 藤井流星 |
| 5  | 11月1日  | 爆裂人気の呪い代行者                     | 重岡大毅 濵田崇裕 |
| 6  | 11月8日  | 軍隊生活に取り憑かれたソルジャー系女子   | 中間淳太 藤井流星 |
| 7  | 11月15日 | 毎日深海で魚とキッスする81歳男性         | 桐山照史 小瀧望   |
| 8  | 11月22日 | 山そのものを食らう野人                   | 神山智洋 濵田崇裕 |
| 9  | 11月29日 | 体を大切にしない危険なイケメン           | 重岡大毅 藤井流星 |
| 10 | 12月6日  | 無数の毒を収集する菌オタ男子高校生       | 中間淳太 濵田崇裕 |
| 11 | 12月13日 | 毒針怪魚をブチ上げる浪速ギャルハンター   | 神山智洋 濵田崇裕 |
| 12 | 12月20日 | 世の異臭を嗅ぎ分けるクンクンおじさん     | 桐山照史 神山智洋 |
| 13 | 12月27日 | 特別編「一日遅れのクリスマススペシャル」 | 重岡大毅          |

##### 2021年
| 回 | 放送日          | リア突案件                                            | 記者メンバー      |
| -- | --------------- | ----------------------------------------------------- | ----------------- |
| 14 | 1月10日         | 年間200日を暗闇で過ごすブラックナース                 | 重岡大毅 濵田崇裕 |
| 15 | 1月17日         | 動物のうんこをこよなく愛する女性                      | 中間淳太 藤井流星 |
| 16 | 1月24日         | 上空2000mを飛び回るリアルバードマン                   | 桐山照史 小瀧望   |
| 17 | 1月31日         | 触ってはいけない危険生物を育てる男                    | 重岡大毅 神山智洋 |
| 18 | 2月7日          | 世界で暗躍する東大出身武闘派ガール                    | 中間淳太 濵田崇裕 |
| 19 | 2月14日 2月21日 | 人を恐怖に陥れる泣く子も黙る最恐集団                  | 藤井流星 小瀧望   |
| 20 | 2月28日         | ソルジャー系女子 冬のサバイバル術                     | 重岡大毅 中間淳太 |
| 21 | 3月7日          | タネも仕掛けもありません 東大版 引田天功              | 神山智洋 小瀧望   |
| 22 | 3月14日         | 22世紀を見据える バイオレンス系理系オタク             | 桐山照史 濵田崇裕 |
| 23 | 3月21日         | 自然に激萌えする ラブリー系おじさん                   | 藤井流星 濵田崇裕 |
| 24 | 3月28日         | 紀元前の男を愛するスパルタ将軍                        | 中間淳太 神山智洋 |
| 25 | 4月4日          | 深海のゴジラをブチあげる浪速ギャルハンター            | 濵田崇裕 小瀧望   |
| 26 | 4月11日         | 痛みと苦しみが大好きな ドMおじさん                    | 神山智洋 藤井流星 |
| 27 | 4月18日         | どんな攻撃も効かない無敵系女子                        | 重岡大毅 桐山照史 |
| 28 | 4月25日         | 猿に憧れて 人間を辞めてしまった男                     | 中間淳太 濵田崇裕 |
| 29 | 5月2日          | 酸素を必要としない 伝説の美女                         | 桐山照史 小瀧望   |
| 30 | 5月9日          | 日本一アツ苦しい女性 五塔熱子                         | 中間淳太 藤井流星 |
| 31 | 5月16日         | 4年間、人目を避けて生きている女                       | 重岡大毅 小瀧望   |
| 32 | 5月23日         | 下手に絡むと大火傷！熱烈過ぎるアツアツ夫婦            | 桐山照史 藤井流星 |
| 33 | 5月30日         | 殺傷能力高すぎな飛行体を愛する二十歳                  | 重岡大毅 濵田崇裕 |
| 34 | 6月6日          | 世界一礼儀にうるさいガチ女王                          | 中間淳太 神山智洋 |
| 35 | 6月13日         | 陽気なヒゲマッチョ                                    | 藤井流星 小瀧望   |
| 36 | 6月20日         | 埋葬されたい系シンガーソングライター                  | 神山智洋 濵田崇裕 |
| 37 | 6月27日         | 闇の中で集めた他人の不幸を横流しして金を稼ぐ男        | 桐山照史 中間淳太 |
| 38 | 7月4日          | 4トンの蹴りを食らいながら200億円稼ぐ男                | 重岡大毅 中間淳太 |
| 39 | 7月11日         | 世界各国の要人たちが信頼するアジアNo.1の運び屋        | 濵田崇裕 小瀧望   |
| 40 | 7月31日         | 葉っぱでハイになっちゃう親友コンビ                    | 重岡大毅 藤井流星 |
| 41 | 8月14日         | 化けの皮を40年被り続ける女性                          | 神山智洋 小瀧望   |
| 42 | 8月28日         | 世界一現場をひんやりさせる男                          | 藤井流星 小瀧望   |
| 43 | 9月4日          | 修学旅行に行ったら絶対一人ぐらいはおるヤツ            | 桐山照史 神山智洋 |
| 44 | 9月11日         | 最高年収1億円！ハジけにハジけるバブリーブラザーズ     | 中間淳太 小瀧望   |
| 45 | 9月18日         | 水の上のポニョ的 愛媛の女子大生                       | 重岡大毅 藤井流星 |
| 46 | 9月25日         | クレーマー中間プレゼンツ！ こいつらカットしよったぞSP | 中間淳太          |

#### 第2期（全国ネット時代）

##### 2021年
| 回 | 放送日   | リア突案件                                        | 記者メンバー      |
| -- | -------- | ------------------------------------------------- | ----------------- |
| 47 | 10月3日  | 歩くところ全てを戦場と化す 人間凶器エクスタシー   | 重岡大毅 小瀧望   |
| 48 | 10月10日 | すごく回したがる変態回転東大博士                  | 桐山照史 藤井流星 |
| 49 | 10月17日 | 誰よりも目立ちたい ド派手な暗器を使う忍ばない忍者 | 中間淳太 濵田崇裕 |
| 50 | 10月24日 | あのティコボ星人                                  | 神山智洋 藤井流星 |
| 51 | 10月31日 | 湿気は友だち 地を這う43歳女性                     | 藤井流星 小瀧望   |
| 52 | 11月14日 | 欲しい物みな奪ってきた夫婦                        | 重岡大毅 中間淳太 |
| 53 | 11月21日 | 見るもの全てをパニックに陥れるシスター            | 中間淳太 神山智洋 |
| 54 | 11月28日 | 28年間 辛さを求めたハッピー女                     | 濵田崇裕 小瀧望   |
| 55 | 12月19日 | 危険な子供を貪るおじいさん達                      | 重岡大毅 藤井流星 |
| 56 | 12月26日 | 石垣島の絶景を知る女性                            | 重岡大毅 桐山照史 |

##### 2022年
| 回  | 放送日   | リア突案件                                                              | 記者メンバー                     | リア友                          | ゲスト                      |
| --- | -------- | ----------------------------------------------------------------------- | -------------------------------- | ------------------------------- | --------------------------- |
| 57  | 1月9日   | 365日地面を吸っている男                                                 | 重岡大毅 桐山照史                |                                 |                             |
| 58  | 1月16日  | 溶接                                                                    | 神山智洋 濵田崇裕                | 平子祐希 （アルコ&ピース）      |                             |
| 59  | 1月23日  | うどんアーティスト                                                      | 桐山照史 藤井流星                |                                 |                             |
| 60  | 1月30日  | 中間淳太プレゼンツ脱出ゲーム                                            | 中間淳太                         |                                 |                             |
| 61  | 2月6日   | 世界一身になる最強防災術                                                | 中間淳太 濵田崇裕                | 武井壮                          |                             |
| 62  | 2月13日  | 紙ヒコーキの日本記録保持者                                              | 重岡大毅 神山智洋                | とにかく明るい安村              |                             |
| 63  | 2月20日  | 300人を束ねる赤ギャル                                                   | 桐山照史 濵田崇裕                |                                 |                             |
| 64  | 2月27日  | ボリウッドダンサー                                                      | 藤井流星 小瀧望                  | SAM （TRF）                     |                             |
| 65  | 3月6日   | 古代スイーツ                                                            | 中間淳太 神山智洋                | 井戸田潤 （スピードワゴン）     |                             |
| 66  | 3月13日  | スパイス料理研究家                                                      | 神山智洋 小瀧望                  | 丸山智己                        |                             |
| 67  | 3月20日  | 金魚すくいの全国大会準優勝者                                            | 重岡大毅 濵田崇裕                | 原西孝幸 （FUJIWARA）           |                             |
| 68  | 4月10日  | 発酵デザイナー                                                          | 桐山照史 神山智洋                | DAIGO                           |                             |
| 69  | 4月17日  | 世界の軍隊マニアと元ガチ自衛隊 サバイバル3番勝負                        | 中間淳太 小瀧望                  | やす子                          |                             |
| 70  | 4月24日  | ホームレス女子 釣りYouTuberの巨大タコ釣り                               | 藤井流星 小瀧望                  |                                 |                             |
| 71  | 5月1日   | 水中マジックショー                                                      | 桐山照史 濵田崇裕                |                                 |                             |
| 72  | 5月8日   | 新企画!『局地的ヒット商品を当てろ』                                     | 重岡大毅 藤井流星                |                                 |                             |
| 73  | 5月15日  | パスタのまち、高崎の老舗イタリアンで局地的ヒット商品を当てろ            | 中間淳太                         |                                 |                             |
| 74  | 5月22日  | お酢のカリスマ 酢ムリエ                                                 | 濵田崇裕 小瀧望                  | 八代亜紀                        |                             |
| 75  | 5月29日  | 都心から一番近いリゾートアイランドのスーパーで局地的ヒット商品を当てろ  | 神山智洋 小瀧望                  |                                 |                             |
| 76  | 6月5日   | 新・パンの街 宇都宮で一番デカいパンを探せ!                              | 桐山照史 小瀧望                  |                                 |                             |
| 77  | 6月12日  | 完全ドキュメント・中間淳太が“ととのう”まで                              | 中間淳太 藤井流星                | 藤森慎吾 （オリエンタルラジオ） |                             |
| 78  | 6月19日  | ハンバーガーの聖地 横須賀で一番でっかいハンバーガーを探せ!              | 桐山照史 中間淳太                |                                 | 児嶋一哉 （アンジャッシュ） |
| 79  | 6月26日  | 町中華の激戦区 板橋で600円以下の激安しっとりチャーハンを探せ!           | 濵田崇裕                         |                                 | 児嶋一哉 （アンジャッシュ） |
| 80  | 7月3日   | 成田山表参道でタレの継ぎ足し年数合計1000年を食べつくせ!                 | 中間淳太 神山智洋                |                                 |                             |
| 81  | 7月10日  | 隠れすぎな隠れ家レストラン                                              | 重岡大毅                         |                                 |                             |
| 82  | 7月17日  | 焼きそばの街で一番デッカイ焼きそばを探せ!                               | 中間淳太 藤井流星                |                                 | カンニング竹山              |
| 83  | 7月24日  | カレー激戦区・神田で“一番デッカいの”を探せ!                             | 神山智洋 濵田崇裕                |                                 | カンニング竹山              |
| 84  | 7月31日  | “豚じゃない何か”がのった進化系ミニ丼を探せ!                             | 藤井流星 大西流星 （なにわ男子） |                                 | 飯尾和樹 （ずん）           |
| 85  | 8月7日   | ランチ焼肉激戦区・浅草で一番長い肉を探せ!                               | 桐山照史 濵田崇裕                |                                 | 飯尾和樹 （ずん）           |
| 86  | 8月14日  | 横浜・野毛で焼き鳥42種類を食べ尽くせ!                                   | 中間淳太 濵田崇裕                |                                 | 出川哲朗                    |
| 87  | 8月21日  | 東京・蒲田で最安の餃子を探せ!                                           | 桐山照史 藤井流星                |                                 | 出川哲朗                    |
| 回  | 放送日   | リア突案件                                                              | 記者メンバー                     | 突兄ぃ                          | 突兄ぃ                      |
| 88  | 8月28日  | 新システム・突兄ぃがジャッジ!マグロの街・三崎で26部位を食べ尽くす!      | 中間淳太 藤井流星                | 盛山晋太郎 （見取り図）         | 盛山晋太郎 （見取り図）     |
| 89  | 9月4日   | 新システム・突兄ぃがジャッジ!マグロの街・三崎で26部位を食べ尽くす!      | 中間淳太 藤井流星                | 盛山晋太郎 （見取り図）         | 盛山晋太郎 （見取り図）     |
| 90  | 9月11日  | まもなく全国区!広島県福山市の次くるグルメ探せ!                          | 神山智洋 藤井流星                | 岡田圭右 （ますだおかだ）       | 岡田圭右 （ますだおかだ）   |
| 91  | 9月18日  | 絶対に食べるべき4大鉄板グルメを探せ!in広島                              | 神山智洋 藤井流星                | 岡田圭右 （ますだおかだ）       | 岡田圭右 （ますだおかだ）   |
| 92  | 9月25日  | 朝ラー文化の街・藤枝で4種の朝ラーを制覇せよ!                            | 桐山照史 神山智洋                | カンニング竹山                  | カンニング竹山              |
| 93  | 10月2日  | 小瀧望が丸亀製麺で人生初のガチアルバイト                                | 小瀧望                           | ケンドーコバヤシ                | ケンドーコバヤシ            |
| 94  | 10月9日  | 芸能界一のうどん好き・ケンドーコバヤシの好みにドンピシャなうどんを探せ! | 重岡大毅 中間淳太                | ケンドーコバヤシ                | ケンドーコバヤシ            |
| 95  | 10月16日 | 日本一のパンの街・横浜で“午前中売り切れパン”争奪戦!                     | 桐山照史 濵田崇裕                | カンニング竹山                  | カンニング竹山              |
| 96  | 10月23日 | 絶滅寸前!?船橋のソースラーメンを救う大作戦!                             | 藤井流星 小瀧望                  | とにかく明るい安村              | とにかく明るい安村          |
| 97  | 10月30日 | シウマイの聖地・栃木県鹿沼市で「進化系シウマイ」を5種類を探せ!          | 重岡大毅 濵田崇裕                | とにかく明るい安村              | とにかく明るい安村          |
| 98  | 11月13日 | サービスエリアで人気の「ワンハンドグルメ」を探せ!                       | 中間淳太 小瀧望                  | ビビる大木                      | ビビる大木                  |
| 99  | 11月20日 | ハンバーグの激戦区・「肉汁がほとばしるハンバーグ」を激撮せよ!           | 重岡大毅 藤井流星                | ビビる大木                      | ビビる大木                  |
| 100 | 11月27日 | タイパNo.1の街・新橋で「タイパNo.1の爆速グルメ」を探せ                  | 小瀧望 佐野晶哉 （Aぇ!group）    | 橋本直 （銀シャリ）             | 橋本直 （銀シャリ）         |
| 101 | 12月18日 | サバの街・銚子でどっちのサバ料理ショー                                  | 神山智洋 小瀧望                  | 東野幸治                        | 東野幸治                    |
| 102 | 12月25日 | 和洋中+韓の旨辛麺をコンプリートせよ!                                    | 重岡大毅 神山智洋                | 橋本直 （銀シャリ）             | 橋本直 （銀シャリ）         |

##### 2023年
| 回  | 放送日   | リア突案件                                                   | 記者メンバー      | 突兄ぃ                          | ゲスト                    |
| --- | -------- | ------------------------------------------------------------ | ----------------- | ------------------------------- | ------------------------- |
| 103 | 1月8日   | 過酷ロケ!「ロケ660分!“はしご登山”で山小屋グルメ」            | 藤井流星          | 東野幸治                        |                           |
| 104 | 1月15日  | 「中間vs.サウナ」第三弾!いまサウナ飯がアツい                 | 重岡大毅 中間淳太 | くっきー! （野性爆弾）          |                           |
| 105 | 1月22日  | 新企画!「人を見た目で考察するクイズ」                        |                   |                                 | ヒコロヒー 鬼越トマホーク |
| 106 | 1月29日  | 「人を見た目で考察するクイズ」美女の秘密SP                   |                   |                                 | ヒコロヒー 鬼越トマホーク |
| 107 | 2月5日   | 「世界の人だかり 何に集まってる?」inシンガポール             |                   |                                 | 大竹一樹 （さまぁ〜ず）   |
| 108 | 2月12日  | 「何に集まってる?世界の人だかりクイズ」inシンガポール 後半戦 |                   |                                 | 大竹一樹 （さまぁ〜ず）   |
| 109 | 2月19日  | 食の変態突撃シリーズvol.1「自作ラーメンの変態」              | 桐山照史 濵田崇裕 | ビビる大木                      |                           |
| 110 | 2月26日  | 食の変態突撃シリーズvol.2「燻製の変態」                      | 中間淳太 藤井流星 | ビビる大木                      |                           |
| 111 | 3月5日   | 行列ができる靴磨き店「千葉スペシャル」にリア突               | 小瀧望            | 藤本敏史 （FUJIWARA）           |                           |
| 112 | 3月12日  | 食の変態突撃シリーズvol.3「バターの変態」                    | 桐山照史 神山智洋 | 藤本敏史 （FUJIWARA）           |                           |
| 113 | 3月19日  | 珍食材ハンター「雪中野菜」編                                 | 神山智洋 濵田崇裕 | 飯尾和樹 （ずん）               |                           |
| 114 | 3月26日  | エレクトロニックキャンプvs.ブッシュクラフト                  | 藤井流星 小瀧望   | 飯尾和樹 （ずん）               |                           |
| 115 | 4月2日   | 世界の人だかりクイズ in香港 DAY1                             | 藤井流星          | 大竹一樹 （さまぁ〜ず）         | 香音                      |
| 116 | 4月9日   | 世界の人だかりクイズ in香港 DAY2                             | 藤井流星          | 大竹一樹 （さまぁ〜ず）         | 香音                      |
| 117 | 4月16日  | 世界の人だかりクイズ in香港 ストリートスペシャル             | 藤井流星          | 大竹一樹 （さまぁ〜ず）         |                           |
| 118 | 4月23日  | 世界の人だかりクイズ 香港ディズニーランド潜入スペシャル      | 藤井流星          | 大竹一樹 （さまぁ〜ず）         |                           |
| 119 | 4月30日  | 新企画「キッズ道場破り 中間」最強卓球教室編                  | 中間淳太          | 原西孝幸 （FUJIWARA）           |                           |
| 120 | 5月7日   | 食の変態突撃シリーズvol.4「うどんの変態」                    | 桐山照史 小瀧望   | 原西孝幸 （FUJIWARA）           |                           |
| 121 | 5月14日  | 食の変態突撃シリーズ「サブスクの変態」にリア突               | 中間淳太 小瀧望   | 斎藤司 （トレンディエンジェル） |                           |
| 122 | 5月21日  | 世界の人だかりクイズ inベトナム DAY1                         | 神山智洋          | 大竹一樹 （さまぁ〜ず）         | 生見愛瑠                  |
| 123 | 6月4日   | 世界の人だかりクイズ inベトナム DAY2                         | 神山智洋          | 大竹一樹 （さまぁ〜ず）         |                           |
| 124 | 6月11日  | 世界の人だかりクイズ inベトナム LAST DAY                     | 神山智洋          | 大竹一樹 （さまぁ〜ず）         |                           |
| 125 | 6月18日  | ハマ・クルーズが行く「日本再発見 東京ツアー」                | 濵田崇裕          | 藤本敏史 （FUJIWARA）           |                           |
| 126 | 6月25日  | 日本人の知らない“生姜の本気”スペシャル                       | 桐山照史 藤井流星 | 藤本敏史 （FUJIWARA）           |                           |
| 127 | 7月2日   | 珍食材ハンター「潮干狩り」編                                 | 神山智洋 濵田崇裕 | 藤本敏史 （FUJIWARA）           |                           |
| 128 | 7月9日   | 世界の人だかりクイズinフィジー DAY1                          | 桐山照史          | 大竹一樹 （さまぁ〜ず）         |                           |
| 129 | 7月16日  | 世界の人だかりクイズinフィジー DAY2                          | 桐山照史          | 大竹一樹 （さまぁ〜ず）         |                           |
| 130 | 7月23日  | 世界の人だかりクイズinフィジー DAY3                          | 桐山照史          | 大竹一樹 （さまぁ〜ず）         |                           |
| 131 | 7月30日  | 世界の人だかりクイズinフィジー LAST DAY                      | 桐山照史          | 大竹一樹 （さまぁ〜ず）         |                           |
| 132 | 8月6日   | ゆけ!アニマルマッサージ ムフフ隊                             | 重岡大毅 藤井流星 | 斉藤慎二 （ジャングルポケット） | 飯豊まりえ                |
| 133 | 8月13日  | 「キッズ道場破り 中間」剣道編                                | 中間淳太          | 斉藤慎二 （ジャングルポケット） |                           |
| 134 | 8月20日  | 世界の人だかりクイズinタイ DAY1                              | 濵田崇裕          | 大竹一樹 （さまぁ～ず）         |                           |
| 135 | 8月27日  | 世界の人だかりクイズinタイ DAY2                              | 濵田崇裕          | 大竹一樹 （さまぁ～ず）         |                           |
| 136 | 9月3日   | 世界の人だかりクイズinタイ DAY3                              | 濵田崇裕          | 大竹一樹 （さまぁ～ず）         |                           |
| 137 | 9月10日  | 世界の人だかりクイズinタイ LAST DAY                          | 濵田崇裕          | 大竹一樹 （さまぁ～ず）         |                           |
| 138 | 9月24日  | 新企画!おいしいところだけ職業体験「会心の一撃」              | 神山智洋 小瀧望   | 長谷川忍 （シソンヌ）           |                           |
| 139 | 10月1日  | 世界の人だかりクイズinフィンランド DAY1                      | 中間淳太          | 大竹一樹 （さまぁ～ず）         | 矢吹奈子                  |
| 140 | 10月8日  | 世界の人だかりクイズinフィンランド DAY2                      | 中間淳太          | 大竹一樹 （さまぁ～ず）         |                           |
| 141 | 10月15日 | 世界の人だかりクイズinフィンランド LAST DAY                  | 中間淳太          | 大竹一樹 （さまぁ～ず）         |                           |
| 142 | 10月22日 | ゆけ!アニマルマッサージ ムフフ隊 in水族館                    | 桐山照史 濵田崇裕 | 長谷川忍 （シソンヌ）           |                           |
| 143 | 10月29日 | 世界の人だかりクイズinニューカレドニア DAY1                  | 小瀧望            | 大竹一樹 （さまぁ～ず）         |                           |
| 144 | 11月12日 | 世界の人だかりクイズinニューカレドニア DAY2                  | 小瀧望            | 大竹一樹 （さまぁ～ず）         |                           |
| 145 | 11月19日 | 世界の人だかりクイズinニューカレドニア DAY3                  | 小瀧望            | 大竹一樹 （さまぁ～ず）         |                           |
| 146 | 11月26日 | 世界の人だかりクイズinニューカレドニア LAST DAY              | 小瀧望            | 大竹一樹 （さまぁ～ず）         |                           |
| 147 | 12月10日 | 世界の人だかりクイズinマレーシア DAY1                        | 濵田崇裕          | 大竹一樹 （さまぁ～ず）         | 本田望結                  |

##### 2024年
| 回  | 放送日   | リア突案件                                      | 記者メンバー      | 突兄ぃ                  | ゲスト                 |
| --- | -------- | ----------------------------------------------- | ----------------- | ----------------------- | ---------------------- |
| 148 | 1月7日   | 世界の人だかりクイズinマレーシア DAY2           | 濵田崇裕          | 大竹一樹 （さまぁ～ず） |                        |
| 149 | 1月14日  | 世界の人だかりクイズinマレーシア DAY3           | 濵田崇裕          | 大竹一樹 （さまぁ～ず） |                        |
| 150 | 1月21日  | 世界の人だかりクイズinマレーシア DAY4           | 濵田崇裕          | 大竹一樹 （さまぁ～ず） |                        |
| 151 | 1月28日  | 世界の人だかりクイズinマレーシア LAST DAY       | 濵田崇裕          | 大竹一樹 （さまぁ～ず） |                        |
| 152 | 2月4日   | 世界の人だかりクイズin韓国 DAY1                 | 神山智洋          | 大竹一樹 （さまぁ～ず） |                        |
| 153 | 2月11日  | 世界の人だかりクイズin韓国 DAY2                 | 神山智洋          | 大竹一樹 （さまぁ～ず） |                        |
| 154 | 2月18日  | 世界の人だかりクイズin韓国 DAY3                 | 神山智洋          | 大竹一樹 （さまぁ～ず） |                        |
| 155 | 2月25日  | 世界の人だかりクイズin韓国 LAST DAY             | 神山智洋          | 大竹一樹 （さまぁ～ず） |                        |
| 156 | 3月3日   | 世界の人だかりクイズin熊本県八代市              | 重岡大毅          | 大竹一樹 （さまぁ～ず） |                        |
| 157 | 3月10日  | 世界の人だかりクイズinトルコ DAY1               | 藤井流星          | 大竹一樹 （さまぁ～ず） |                        |
| 158 | 3月24日  | 世界の人だかりクイズinトルコ DAY2               | 藤井流星          | 大竹一樹 （さまぁ～ず） |                        |
| 159 | 3月31日  | 世界の人だかりクイズinトルコ DAY3               | 藤井流星          | 大竹一樹 （さまぁ～ず） |                        |
| 160 | 4月7日   | 世界の人だかりクイズinトルコ LAST DAY           | 藤井流星          | 大竹一樹 （さまぁ～ず） |                        |
| 161 | 4月14日  | GWどこ行く?激ヤバアジア怒涛の1時間スペシャル    | 神山智洋 濵田崇裕 | 大竹一樹 （さまぁ～ず） |                        |
| 162 | 4月21日  | 世界の屋台飯スペシャル                          | 神山智洋 濵田崇裕 | 大竹一樹 （さまぁ～ず） |                        |
| 163 | 4月28日  | 世界の癒しスペシャル                            | 桐山照史 中間淳太 | 大竹一樹 （さまぁ～ず） |                        |
| 164 | 5月12日  | 世界の人だかりクイズinニュージーランド DAY1     | 中間淳太          | 大竹一樹 （さまぁ～ず） |                        |
| 165 | 5月19日  | 世界の人だかりクイズinニュージーランド DAY2     | 中間淳太          | 大竹一樹 （さまぁ～ず） |                        |
| 166 | 5月26日  | 世界の人だかりクイズinニュージーランド DAY3     | 中間淳太          | 大竹一樹 （さまぁ～ず） |                        |
| 167 | 6月2日   | 世界の人だかりクイズinニュージーランド LAST DAY | 中間淳太          | 大竹一樹 （さまぁ～ず） |                        |
| 168 | 6月9日   | 世界の人だかりクイズin台湾 DAY1                 | 小瀧望            | 大竹一樹 （さまぁ～ず） | 松本まりか             |
| 169 | 6月16日  | 世界の人だかりクイズin台湾 DAY2                 | 小瀧望            | 大竹一樹 （さまぁ～ず） | 松本まりか             |
| 170 | 6月23日  | 世界の人だかりクイズin台湾 DAY3                 | 小瀧望            | 大竹一樹 （さまぁ～ず） |                        |
| 171 | 6月30日  | 世界の人だかりクイズin台湾 LAST DAY             | 小瀧望            | 大竹一樹 （さまぁ～ず） |                        |
| 172 | 7月7日   | 世界の人だかりクイズinバリ島 DAY1               | 濵田崇裕          | 大竹一樹 （さまぁ～ず） |                        |
| 173 | 7月14日  | 世界の人だかりクイズinバリ島 DAY2               | 濵田崇裕          | 大竹一樹 （さまぁ～ず） |                        |
| 174 | 7月21日  | 世界の人だかりクイズinバリ島 DAY3               | 濵田崇裕          | 大竹一樹 （さまぁ～ず） |                        |
| 175 | 7月28日  | 世界の人だかりクイズinバリ島 DAY4               | 濵田崇裕          | 大竹一樹 （さまぁ～ず） |                        |
| 176 | 8月4日   | 世界の人だかりクイズinバリ島 LAST DAY           | 濵田崇裕          | 大竹一樹 （さまぁ～ず） |                        |
| 177 | 8月11日  | 世界の人だかりクイズinオーストラリア DAY1       | 桐山照史          | 大竹一樹 （さまぁ～ず） | 矢吹奈子               |
| 178 | 8月18日  | 世界の人だかりクイズinオーストラリア DAY2       | 桐山照史          | 大竹一樹 （さまぁ～ず） | 矢吹奈子               |
| 179 | 8月25日  | 世界の人だかりクイズinオーストラリア DAY3       | 桐山照史          | 大竹一樹 （さまぁ～ず） |                        |
| 180 | 9月1日   | 世界の人だかりクイズinオーストラリア DAY4       | 桐山照史          | 大竹一樹 （さまぁ～ず） |                        |
| 181 | 9月8日   | 世界の人だかりクイズinオーストラリア LAST DAY   | 桐山照史          | 大竹一樹 （さまぁ～ず） |                        |
| 182 | 9月15日  | 世界の人だかりクイズinフィリピン DAY1           | 重岡大毅          | 大竹一樹 （さまぁ～ず） |                        |
| 183 | 9月22日  | 世界の人だかりクイズinフィリピン DAY2           | 重岡大毅          | 大竹一樹 （さまぁ～ず） |                        |
| 184 | 9月29日  | 世界の人だかりクイズinフィリピン DAY3           | 重岡大毅          | 大竹一樹 （さまぁ～ず） |                        |
| 185 | 10月6日  | 世界の人だかりクイズinフィリピン DAY4           | 重岡大毅          | 大竹一樹 （さまぁ～ず） |                        |
| 186 | 10月13日 | 世界の人だかりクイズinフィリピン LAST DAY       | 重岡大毅          | 大竹一樹 （さまぁ～ず） |                        |
| 187 | 10月27日 | キッズ道場破り中間 フェンシング&英語編          | 中間淳太          |                         |                        |
| 188 | 11月10日 | 世界の人だかりクイズinマカオ DAY1               | 藤井流星          | 大竹一樹 （さまぁ～ず） | 佐野晶哉 （Aぇ!group） |
| 189 | 11月17日 | 番人たち Season1 鍋の番人                       | 重岡大毅 藤井流星 |                         |                        |
| 190 | 11月24日 | 世界の人だかりクイズinマカオ DAY2               | 藤井流星          | 大竹一樹 （さまぁ～ず） | 佐野晶哉 （Aぇ!group） |
| 191 | 12月22日 | 世界の人だかりクイズinマカオ DAY3               | 藤井流星          | 大竹一樹 （さまぁ～ず） |                        |

##### 2025年
| 回  | 放送日  | リア突案件                              | 記者メンバー      | 突兄ぃ                  | ゲスト                    |
| --- | ------- | --------------------------------------- | ----------------- | ----------------------- | ------------------------- |
| 192 | 1月5日  | 世界の人だかりクイズinマカオ LAST DAY   | 藤井流星          | 大竹一樹 （さまぁ～ず） |                           |
| 193 | 1月12日 | 世界の人だかりクイズinベトナム DAY1     | 中間淳太          | 大竹一樹 （さまぁ～ず） |                           |
| 194 | 1月19日 | 世界の人だかりクイズinベトナム DAY2     | 中間淳太          | 大竹一樹 （さまぁ～ず） | 松倉海斗 （Travis Japan） |
| 195 | 1月26日 | 世界の人だかりクイズinベトナム DAY3     | 中間淳太          | 大竹一樹 （さまぁ～ず） |                           |
| 196 | 2月2日  | 世界の人だかりクイズinベトナム DAY4     | 中間淳太          | 大竹一樹 （さまぁ～ず） |                           |
| 197 | 2月9日  | 世界の人だかりクイズinベトナム DAY5     | 中間淳太          | 大竹一樹 （さまぁ～ず） |                           |
| 198 | 2月16日 | 世界の人だかりクイズinベトナム LAST DAY | 中間淳太          | 大竹一樹 （さまぁ～ず） |                           |
| 199 | 2月23日 | 日本人が知らない佐賀の魅力              | 濵田崇裕 小瀧望   |                         |                           |
| 200 | 3月2日  | 世界の人だかりクイズinグアム DAY1       | 藤井流星          | 大竹一樹 （さまぁ～ず） |                           |
| 201 | 3月9日  | 世界の人だかりクイズinグアム DAY2       | 藤井流星          | 大竹一樹 （さまぁ～ず） |                           |
| 202 | 3月16日 | 世界の人だかりクイズinグアム DAY3       | 藤井流星          | 大竹一樹 （さまぁ～ず） |                           |
| 203 | 3月23日 | 持ち込み酒場放浪記in兵庫県三木市        | 中間淳太 藤井流星 |                         |                           |
| 204 | 3月30日 | 世界の人だかりクイズinグアム LAST DAY   | 藤井流星          | 大竹一樹 （さまぁ～ず） |                           |

#### 第3期（関西ローカル時代）

##### 2025年
| 回  | 放送日  | リア突案件                                                                     | 記者メンバー      |
| --- | ------- | ------------------------------------------------------------------------------ | ----------------- |
| 205 | 4月6日  | 蔵出しがんばった大賞                                                           |                   |
| 206 | 4月13日 | 蔵出しがんばった大賞スピンオフ 濵田の全カット未公開集                          | 濵田崇裕          |
| 207 | 4月20日 | 蔵出し!『外国人との密室シリーズ』完全版スペシャル                              |                   |
| 208 | 4月27日 | リア突海の家プロジェクト始動! 海の家に日本一すごい流しそうめんを作ろう 前編    | 藤井流星 小瀧望   |
| 209 | 5月4日  | 海の家に日本一すごい流しそうめんを作ろう 完結編                                | 藤井流星 小瀧望   |
| 210 | 5月11日 | リア突海の家プロジェクト ほむ隊長プレゼンツ『無限かき氷錬金術』                | 藤井流星 小瀧望   |
| 211 | 5月18日 | リア突海の家プロジェクト『運気爆上げ開運ツアーin島根』前編                     | 重岡大毅 濵田崇裕 |
| 212 | 5月25日 | リア突海の家プロジェクト『運気爆上げ開運ツアーin島根』完結編                   | 重岡大毅 濵田崇裕 |
| 213 | 6月1日  | リア突海の家プロジェクト『日本一かっこいい射的にを作ろう』                     | 藤井流星 濵田崇裕 |
| 214 | 6月8日  | リア突海の家プロジェクト『WEST.全員ロケで海の家開催地 三浦の魅力大発表』       | WEST.             |
| 215 | 6月15日 | リア突海の家プロジェクト『WEST.全員ロケで“海のゲル”を建てる』                  | WEST.             |
| 216 | 6月22日 | リア突海の家プロジェクト『WEST.全員で“まわる顔ハメ看板”を作る』                | WEST.             |
| 217 | 6月29日 | 特番企画「7人全員で謎スポーツに挑戦」                                          | WEST.             |
| 218 | 7月6日  | リア突海の家プロジェクト「どっちのフードショー」                               | 中間淳太 藤井流星 |
| 219 | 7月13日 | リア突海の家プロジェクト「海の家で爆上げゲームはこれだ選手権」                 | WEST.             |
| 220 | 7月20日 | 新企画!「レボリューションな協会紹介紹介」vol.1 水風戦協会                      | 中間淳太 藤井流星 |
| 221 | 8月3日  | 「リア突 海の家」で全員ロケ「バレたら即終了!～海の家潜入～盛り上げチャレンジ」 | WEST.             |
| 222 | 8月10日 | 「リア突 海の家」で全員ロケ「バレずに成功させろ!ハッピーサプライズチャレンジ」 | WEST.             |
| 223 | 8月17日 | 7人全員で謎の新スポーツ!第二弾 ヘディスに挑戦                                  | WEST.             |

## テーマソング
- WEST.「進むしかねぇ」（2021年10月3日 - 2024年8月11日、2023年10月22日放送回まではジャニーズWEST名義）
- WEST.「なりふり」（2024年8月18日 ‐ ）

## スタッフ
- ナレーター：宝亀克寿
- 構成：竹村武司（竹村︰2022年8月28日〜）、森峻介
- カメラ：今井健一、涌田尚孝
- 音声：太田航、堀田博之（堀田︰一時降板〜復帰）
- VE：須藤淳、高山昌樹
- 編集：東勇輝、林波凪、宇田裕紀、阿部楓（週替り）
- MA：釜井敬典
- CG：ぴーたん
- 音効：福永真弓
- 技術協力：fmt、STUDIO38、FREEDOM OF ZACK
- 美術協力：TACT
- 美術：大沼陽
- 美術ディレクター：渡邊晴香
- リサーチ：久住祐摩、矢嶋佑佐
- 編成：森裕喜（ABCテレビ）
- 番宣：高原彩（ABCテレビ）
- AD：亀田拓実、橋口和毅（橋口︰一時降板〜復帰）、田上桃花、三村陽都
- アシスタントプロデューサー：亀松ゆき子、栁谷風佳（栁谷：2025年3月23日放送回まではAD、2025年3月30日放送回はD）
- 番組デスク：中村美恵（ABCテレビ）
- ディレクター：鈴木崇志・山口敏・田口大夢（田口：2023年7月2日放送回まではAD）・龍辰彦・澤田陸（澤田︰一時降板〜復帰）・浅野風太（ジーヤマ）
- 演出：井谷光太郎（ジーヤマ）
- プロデューサー：高橋利一郎（ジーヤマ、2024年4月14日〜）
- チーフプロデューサー：北村誠之（ABCテレビ）
- 制作：ABCテレビ、ジーヤマ

過去のスタッフ
- ナレーター：進藤尚美、中井和哉
- 構成：木南広明、佐々木貴博
- ディレクター：加賀祐太、仁木拓実、後藤慧、宮崎弘平、本間大助、本広丈二、佐藤圭、中野良
- リサーチ：川原奈名子
- カメラ：稲葉諒祐
- 音声：井川崇、佐藤耕治、石原雄一
- 編集：宇田裕紀
- 音効：阪本あさひ
- 美術：澁谷政史
- 美術協力：アックス
- 編成：鈴鹿相哉・田上英幸（ABCテレビ）
- 番宣：高橋寿英（ABCテレビ）
- アシスタントプロデューサー：髙橋美由
- AD：矢澤郁佳、渡邊美羽、田中風華、牧野未来、山田頼世、須藤練
- 番組デスク：松原幹・松原宏樹（ABCテレビ）
- プロデューサー：上野晴弘（2020年10月3日〜2022年1月23日）・平田翔子（2022年1月30日〜2022年11月20日）（ABCテレビ）、武藤利治（2020年10月3日〜2024年4月7日）（ジーヤマ）